# Rocca Ariostesca
La rocca Ariostesca è una struttura militare fortificata medioevale che si trova a Castelnuovo di Garfagnana.
La rocca è il simbolo della città e domina la centrale piazza Umberto I.

## Origine del nome
Deve il suo nome all'essere stata sede del governo estense e all'aver ospitato, dal 1522 al 1525, come governatore della Garfagnana degli Este, il poeta Ludovico Ariosto, cui succedette nel secolo successivo Fulvio Testi.

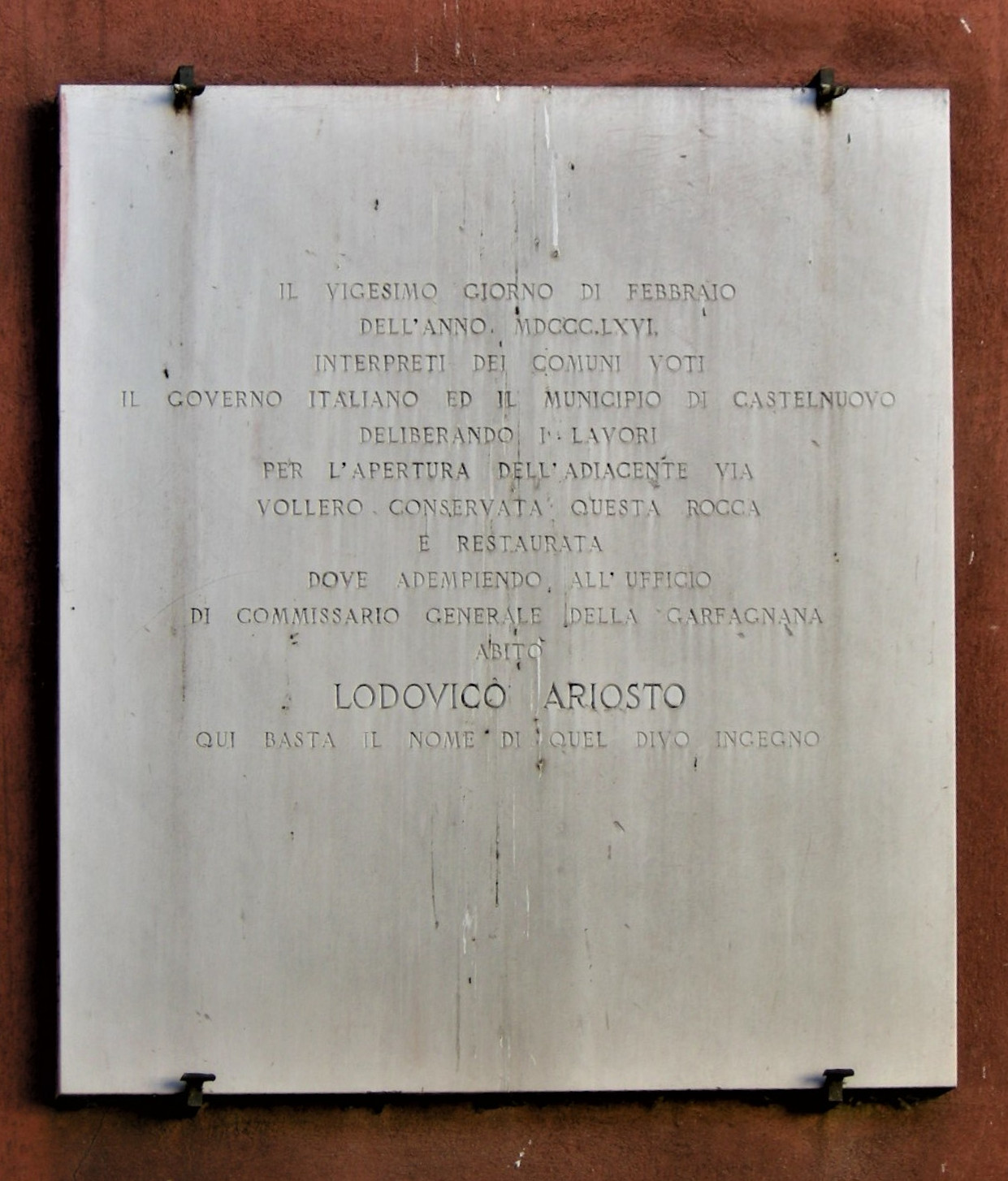
Epigrafe che ricorda il soggiorno nella rocca di Ludovico Ariosto durante il suo incarico in Garfagnana

## Storia
Un piccolo presidio esisteva in loco già nel X secolo, ma si può dire che la struttura originaria della Rocca come oggi la conosciamo risalga al XII secolo; modificata lungo tutto il Duecento, fu notevolmente ampliata nel primo Trecento da Castruccio Castracani, che determinò un allargamento dell'intera cinta muraria del borgo.
 Fu poi Paolo Guinigi ad ordinare la costruzione dell'imponente torre posta al centro della Rocca, ornata dall'orologio civico, che fu nel tempo adibita anche a carcere.

La terrazza che guarda sulla piazza fu eretta nel 1675, in concomitanza con l'apertura dell'arco monumentale di accesso al centro cittadino.
Sono andati perduti gli arredi interni, tra cui sono noti gli arazzi che adornavano la "Sala dei Principi".

## Descrizione
La Rocca venne danneggiata durante la seconda guerra mondiale e in seguito restaurata. Sede di mostre ed eventi culturali, ospita nelle sue sale il Museo archeologico, nel quale si conservano numerosi reperti e testimonianze dei periodi preistorico, liguro-apuano ed etrusco in Garfagnana.